# Kergefarm
A Kergefarm (eredeti cím: Pig Goat Banana Cricket röviden PGBC)  2015 és 2017 között vetített amerikai számítógépes animációs vígjátéksorozat. A sorozat alkotói Dave Cooper és Johnny Ryan, a történet pedig a címszereplő négy élőlény kalandjait követi nyomon.
A sorozatot az Amerikai Egyesült Államokban a Nickelodeon adta le 2015. július 16. és 2016. február 26. között, majd a Nicktoonson folytatódott 2016. szeptember 25. és 2017. május 31. között. Magyarországon a NickToons mutatta be 2019. április 1-én.

## Cselekménye
A sorozat főszereplője a négy főhős - Malac, Kecske, Banán és Tücsök - kalandos és mulatságos életét mutatja be. A négy barát Boopelite City-ben él együtt, és bár nagyon különbözőek egymástól, mégis jóban vannak és sok kalandot élnek át együtt.

## Szereplők
| Szereplő      | Eredeti hang     | Magyar hang           |
| ------------- | ---------------- | --------------------- |
| Malac         | Matt L. Jones    | Seder Gábor           |
| Kecske        | Candi Milo       | Zakariás Éva          |
| Banán         | Thomas F. Wilson | Borbíró András        |
| Tücsök        | Paul Rugg        | Hamvas Dániel         |
| Burgerstein   | John DiMaggio    | Gubányi György István |
| Clerk McGuirk | Jeff Bennett     | Haagen Imre           |

## Epizódok
| Évad | Évad | Epizódok | Eredeti sugárzás     | Eredeti sugárzás  | Magyar sugárzás   | Magyar sugárzás | Eredeti adó | Magyar adó |
| Évad | Évad | Epizódok | Évadpremier          | Évadzáró          | Évadpremier       | Évadzáró        | Eredeti adó | Magyar adó |
| ---- | ---- | -------- | -------------------- | ----------------- | ----------------- | --------------- | ----------- | ---------- |
|      | 1    | 20       | 2015. július 16.     | 2016. február 26. | 2019. április 1.  | 2019. május 14. | Nickelodeon | Nicktoons  |
|      | 2    | 20       | 2016. szeptember 25. | 2017. május 31.   | 2019. április 19. | TBA             | Nicktoons   | Nicktoons  |